# Feliks Nikolajevitj Kovaljov
Feliks Nikolajevitj Kovaljov (russisk: Фе́ликс Никола́евич Ковалёв) (Født 18. august 1927 i Kaluga oblast, død 7. februar 2014 i Moskva) var en sovjetisk, russisk advokat og diplomat. Han var en særlig befuldmægtiget ambassadør.
Kovaljov var medlem af SUKP og uddannet fra det internationale juridiske fakultet ved Moskvas statslige institut for internationale relationer (1950). Ph.d. i jura (1953).
- 1953-1958 - ansat i centraladministrationen i Sovjetunionens Udenrigsministerium.
- 1958-1959 - Medarbejder i SUKPs Centralkomité.
- 1959-1963 - Medarbejder i centraladministrationen i Sovjetunionens Udenrigsministerium.
- 1963-1966 - 1. sekretær for Sovjetunionens ambassade i Argentina.
- 1966-1967 - Rådgiver ved Sovjetunionens Ambassade i Argentina.
- 1967-1971 - Medarbejder i afdelingen for jura og traktater i Sovjetunionens Udenrigsministerium.
- 1970-1972 - Medlem af den sovjetiske delegation om løsning af kontroversielle spørgsmål ved statsgrænsen til Kina.
- 1971-1980 - Stedfortrædende leder af afdelingen for jura og traktater for Sovjetunionens Udenrigsministerium.
- 1980-1986 – Særlig befuldmægtiget ambassadør for USSR i Ecuador.
- 1986-1991 - Leder af det historiske og diplomatiske direktorat for Sovjetunionens Udenrigsministerium.
- 1992 – Statsambassadør og chef for Ruslands statsdelegation ved samtalerne med Georgien. Han deltog i afviklingen af konflikten mellem Georgien og Abkhasien.
- Siden 1996 - Leder af den tværministerielle arbejdsgruppe under det russiske udenrigsministerium om problemer i Det Kaspiske Hav.

## Hædersbevisninger
- Folkenes Venskabsorden (USSR)
- Æresordenen (USSR)